# Hamza Yerlikaya

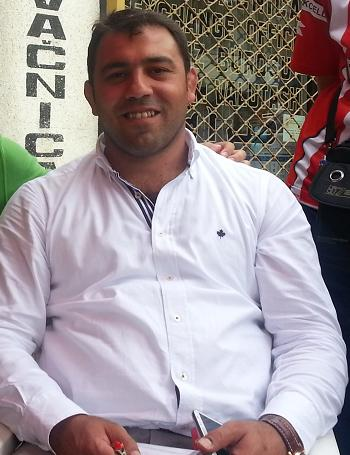
Hamza Yerlikaya (2013)

Hamza Yerlikaya (* 3. Juni 1976 in Istanbul) ist ein ehemaliger türkischer Ringer sowie Politiker.
Yerlikaya gewann zweimal olympisches Gold im griechisch-römischen Stil: 1996 in Atlanta, 2000 in Sydney. Bei den Olympischen Spielen 2004 in Athen wurde er Vierter. Außerdem wurde Yerlikaya 1993, 1995 und 2005 Weltmeister sowie 1996, 1997, 1998, 1999, 2001, 2002, 2005 und 2006 Europameister. Bei den Ringer-Weltmeisterschaften 1997 gewann er Silber und bei den Ringer-Weltmeisterschaften 2006 Bronze. Bei den Mittelmeerspielen 1993 gewann er eine Bronzemedaille, 1997 in Bari errang er Gold.
Yerlikaya wurde zum besten Ringer des Jahres 2005 gewählt. Für seine Verdienste um den Ringersport wurde er im September 2009 in die FILA International Wrestling Hall of Fame aufgenommen.
1993 und 2000 erhielt er den Sedat-Simavi-Preis für Sport.
Zwischen 2007 und 2011 war er Stellvertreter der Adalet ve Kalkınma Partisi (Partei für Gerechtigkeit und Aufschwung (Entwicklung)).